# Předměstí (Veselí nad Moravou)
Předměstí je součást města Veselí nad Moravou v okrese Hodonín. Bývalý samostatný městys dnes tvoří většinu intravilánu města a leží v katastrálním území Veselí-Předměstí o rozloze 15,24 km².
Pravděpodobně ve druhé polovině 14. století bylo u hradu Veselí založeno na ostrově na řece Moravě město a na levém břehu toku začalo vznikat samostatné předměstí, jehož jádro tvořila dnešní Masarykova třída. Obě sídla byla samostatná, v roce 1850, při vzniku obecního zřízení, vznikla obec Předměstí Veselí (německy Vorstadt Wessely). Ta byla roku 1913 povýšena na městys. V roku 1919 bylo město Veselí, městys Předměstí Veselí a rovněž samostatná Židovská obec sloučeny do města Veselí nad Moravou.
Na Předměstí se nachází kostel Panny Marie, kostel svatých Andělů strážných s bývalým klášterem servitů, židovský hřbitov či železniční stanice.